# 鲁迪·沃勒尔
鲁道夫·“鲁迪”·沃勒尔（德語：Rudolf 'Rudi' Völler，德語發音：[ˈfœlɐ]；1960年4月13日—），德國前職業足球員，現任德國國家足球隊總監。是1990年世界杯冠軍德國隊成員，退役後亦曾出任國家隊教練，帶領球隊出戰2002年世界杯。世界足壇最佳德國巨星之一。

## 生涯
禾拉早年主要是效力德國國內一些球會，包括慕尼黑1860和雲達不萊梅。當時他已入選國家隊出戰國際賽。由於場上發揮出色，1987年他轉赴意大利加盟意甲球會羅馬。當時德國（時稱西德）很多國腳都是效力意甲球會，如尤尔根·克林斯曼、洛塔尔·马特乌斯、鲁梅尼格都效力國際米蘭。禾拉雖然不像如馬圖斯般拿過意甲冠軍，但也於1991年贏得意大利杯。
1992年禾拉轉投法甲的馬賽，贏得了1993年歐洲聯賽冠軍盃冠軍。1994年他重返德國效力利華古遜，一直踢至1996年退休。

## 國家隊
禾拉在球員時代共代表國家隊達90次，入47球，單在世界杯決賽已入了8球。他曾隨國家隊出戰3屆世界杯（1986、1990、1994）和3屆歐洲國家盃（1984、1988、1992），其中1990年世界杯更獲得了冠軍。

### 吐口水鬧劇
1990年義大利世界盃十六強淘汰賽時德國與荷蘭這對西歐冤家碰頭，開賽僅21分鐘禾拉與荷蘭中場萊卡特發生碰撞，這時萊卡特突然向禾拉吐口水，佛勒向裁判投訴卻是雙雙被罰黃牌警告，短短兩分鐘之後，在一次荷蘭禁區內的攻防中，萊卡特和荷蘭門將布魯克倫質疑佛勒假摔，雙方又開始爭執，雖然因克林斯曼趕緊上前把佛勒拉開及馬特烏斯出面勸離兩位荷蘭球員，沒有演變成肢體衝突，裁判還是果斷的直接亮出紅牌將兩人驅逐離場，在離場時兩人仍向對方互吐口水。賽後萊卡特被判罰停賽3場，而佛勒僅需停賽1場，即可趕及準決賽復出協助德國以點球淘汰英格蘭出局，更在決賽時成功在禁區突破製造了關鍵的十二碼（雖然很多人認為該次十二碼有假摔的嫌疑），1-0擊敗阿根廷奪得世界盃冠軍。

## 教練生涯
退役後禾拉於利華古遜擔任教練，負責技術支援。2000年禾拉被德國足總委任為國家隊臨時教練。由於禾拉沒有正式主教練資格，德國足總原本僅以禾拉作過渡人選，然後由另一名教練達姆（Christoph Daum）接掌。可惜達姆因捲入吸毒醜聞，未能上任，結果由禾拉繼續出掌國家隊。
禾拉上任後第一個考驗乃2002年世界杯，當時國家隊適逢交接期，球員中僅守門員奥利弗·卡恩和中場米夏埃尔·巴拉克具備素質，故在外圍賽亦要通過附加賽，才得以進軍決賽週。惟在進入決賽週後，國家隊卻有意外成績，竟能憑簡尼和波歷克二人便打入世界杯決賽，僅敗給當屆冠軍巴西。由於有意外成績，當屆禾拉支持者改編了一首歌曲歌頌禾拉，其中有句子為：「Es gibt nur ein' Rudi Völler!」（意譯為：「世上只有一個禾拉！」），而他亦獲德國足球總會續任兩年。
不過禾拉與球迷的蜜月期始終未能持續。2004年歐洲國家盃，德國在分組賽三場不勝，雖然並不是排積分榜末，但首圈出局，禾拉惟有辭職。不久意大利球會羅馬斟介了禾拉回巢作新教練，豈料僅執教一個月又辭職。禾拉解釋除了是成績不如人意外，還因為是球隊中一些球星驕橫跋扈，令他無法駕馭。外界紛紛揣測禾拉所指的跋扈球星，便是當時意大利國家隊新秀卡斯辛奴，蓋因卡斯辛奴素以驕橫跋扈聞名，並不受羅馬隊友和球迷歡迎。
禾拉向來都跟利華古遜有緣。2005年9月禾拉又一次重返利華古遜，這次是臨時教練，接替當時被辭退的教練，直至同年10月球會找來了出任為止。

## 外部連結
- 利華古遜官網：禾拉（德文） （页面存档备份，存于）
- 世界盃數據庫：禾拉 （页面存档备份，存于）